# Nanauta
Nanauta là một thị xã và là một nagar panchayat của quận Saharanpur thuộc bang Uttar Pradesh, Ấn Độ.

## Địa lý
Nanauta có vị trí 29°43′B 77°25′Đ / 29,71°B 77,42°Đ Nó có độ cao trung bình là 255 mét (836 feet).

## Nhân khẩu
Theo điều tra dân số năm 2001 của Ấn Độ, Nanauta có dân số 16.992 người. Phái nam chiếm 53% tổng số dân và phái nữ chiếm 47%. Nanauta có tỷ lệ 52% biết đọc biết viết, thấp hơn tỷ lệ trung bình toàn quốc là 59,5%: tỷ lệ cho phái nam là 60%, và tỷ lệ cho phái nữ là 43%. Tại Nanauta, 18% dân số nhỏ hơn 6 tuổi.